# 韦尔滕堡修道院
韦尔滕堡修道院（德語：Kloster Weltenburg）是位於德國巴伐利亞一座本篤會修道院。韦尔滕堡修道院的歷史可以追溯至620年。

## 外部連結
- （德文） Weltenburg Abbey website （页面存档备份，存于）

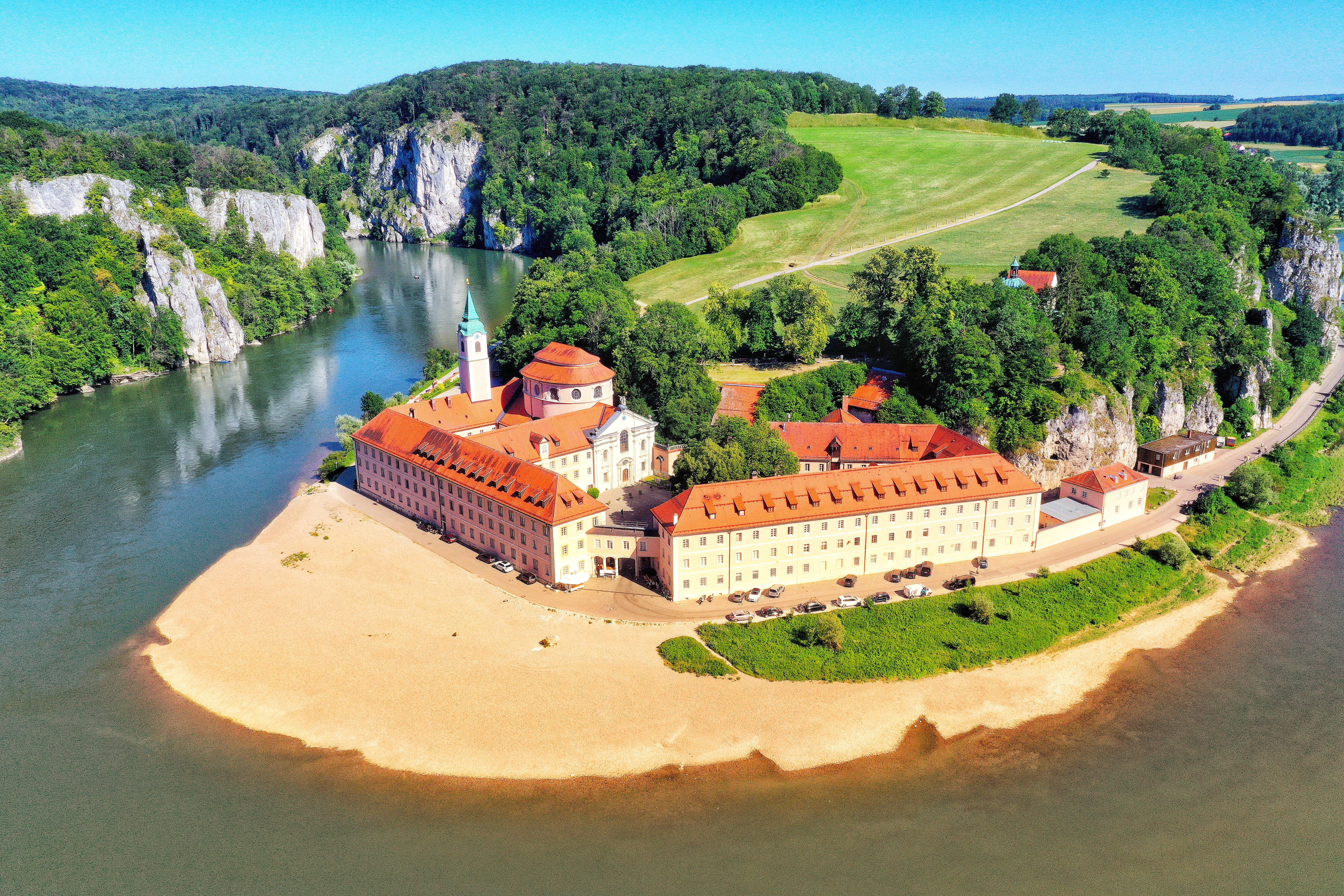
韦尔滕堡修道院航拍图

- （德文） Klöster in Bayern: Kloster Weltenburg （页面存档备份，存于）
- （德文） Photos Kloster Weltenburg （页面存档备份，存于）
- （德文） Weltenburger Kloster Brewery website （页面存档备份，存于）